# Twice3
#TWICE3 (czyt. Hashtag Twice3) – trzeci japoński album kompilacyjny południowokoreańskiej grupy Twice, wydany 16 września 2020 roku przez wytwórnię Warner Music Japan.
Album ukazał się w trzech edycjach: regularnej (CD) oraz dwóch limitowanych (A i B). Osiągnął 1 pozycję w rankingu Oricon i pozostał na liście przez 54 tygodnie. Sprzedał się łącznie w nakładzie 133 475 egzemplarzy w Japonii i zdobył status złotej płyty.

## Lista utworów
| CD  | CD                                          | CD                                                              | CD | CD                                           | CD      |
| Nr  | Tytuł utworu                                | Tekst                                                           | Kompozycja | Aranżacja                                    | Długość |
| --- | ------------------------------------------- | --------------------------------------------------------------- | --- | -------------------------------------------- | ------- |
| 1.  | „The Best Thing I Ever Did” (Japanese ver.) | J.Y. Park "The Asiansoul", Park Ji-min, Jinli, Natsumi Watanabe | J.Y. Park "The Asiansoul", Park Ji-min, Jinli, Glory Faces, Sophia Pae, Lee Woo-min "collapsedone", Lee Hae-sol     | J.Y. Park "The Asiansoul", Lee Hae-sol       | 3:32    |
| 2.  | „FANCY” (Japanese ver.)                     | B.E.P, Jeon Goon, Eri Osanai                                    | B.E.P, Jeon Goon | Rado                                         | 3:36    |
| 3.  | „Feel Special” (Japanese ver.)              | J.Y. Park "The Asiansoul", Natsumi Watanabe                     | J.Y. Park "The Asiansoul", Ollipop, Hayley Aikken                                                                   | Lee Woo-min "collapsedone"                   | 3:29    |
| 4.  | „MORE & MORE” (Japanese ver.)               | J.Y. Park "The Asiansoul", BIBI, Natsumi Watanabe               | Uzoechi Emenike, Justin Tranter, Julia Michaels, Zara Larsson                                                       | MNEK, J.Y. Park "The Asiansoul", Lee Hae-sol | 3:21    |
| 5.  | „STUCK IN MY HEAD” (Japanese ver.)          | Lee Seu-ran, Yu-ki Kokubo, Co-sho                               | Matthew Tishler, Andrew Underberg, Philip Bentley                                                                   | Matthew Tishler, Andrew Underberg            | 2:59    |
| 6.  | „21:29” (Japanese ver.)                     | TWICE, Eri Osanai, Mio Jorakuji                                 | Lee Ju-hyung, Sophia Pae                                                                                            | Lee Ju-hyung                                 | 3:51    |
| 7.  | „The Best Thing I Ever Did”                 | J.Y. Park "The Asiansoul", Park Ji-min, Jinli                   | J.Y. Park"The Asiansoul", Park Ji-min, Jinli, Glory Faces, Sophia Pae, Lee Woo-min "collapsedone", Justin Reinstein | J.Y. Park "The Asiansoul", Lee Hae-sol       | 3:32    |
| 8.  | „FANCY”                                     | B.E.P, Jeon Goon                                                | Black Eyed Pilseung, Jeon Goon                                                                                      | Rado                                         | 3:36    |
| 9.  | „Feel Special”                              | J.Y. Park "The Asiansoul"                                       | J.Y. Park "The Asiansoul", Ollipop, Hayley Aitken                                                                   | Lee Woo-min "collapsedone"                   | 3:29    |
| 10. | „MORE & MORE”                               | J.Y. Park "The Asiansoul", BIBI                                 | Uzoechi Emenike, Justin Tranter, Julia Michaels, Zara Larsson                                                       | MNEK, J.Y. Park "The Asiansoul", Lee Hae-sol | 3:21    |
| 11. | „STUCK IN MY HEAD”                          | Lee Seu-ran                                                     | Matthew Tishler, Andrew Underberg, Philip Bentley                                                                   | Matthew Tishler, Andrew Underberg            | 2:59    |
| 12. | „21:29”                                     | Twice                                                           | Lee Ju-hyung, Sophia Pae                                                                                            | Lee Ju-hyung                                 | 3:51    |

| DVD (wer. limitowana B) | DVD (wer. limitowana B)                                        | DVD (wer. limitowana B) |
| Nr                      | Tytuł utworu                                                   | Długość                 |
| ----------------------- | -------------------------------------------------------------- | ----------------------- |
| 1.                      | „FANCY” (Japanese ver.) (Music Video)                          |                         |
| 2.                      | „The Best Thing I Ever Did” (Music Video)                      |                         |
| 3.                      | „FANCY” (Music Video)                                          |                         |
| 4.                      | „Feel Special” (Music Video)                                   |                         |
| 5.                      | „FANCY” (Japanese ver.) (Music Video Making Movie)             |                         |
| 6.                      | „#TWICE3 Jacket Shooting Making Video”                         |                         |
| 7.                      | „Making Movie of TWICE WORLD TOUR 2019 'TWICELIGHTS' IN JAPAN” |                         |

## Notowania
| Lista                      | Pozycja |
| -------------------------- | ------- |
| Oricon Weekly Albums Chart | 1       |
| Billboard Japan Hot Albums | 1       |